# Хомутов, Михаил Григорьевич
Михаи́л Григо́рьевич Хомуто́в (4 июля 1795, Нижний Белоомут, Зарайский уезд, Рязанское наместничество — 7 июля 1864, Санкт-Петербург) — русский военный и государственный деятель, генерал от кавалерии (26 ноября 1852), генерал-адъютант (6 декабря 1854). Герой Наполеоновских войн 1812-1814 годов и русско-турецкой войны 1828-1829 годов. Наказной атаман Войска Донского (03.07.1848—27.08.1862), член Государственного Совета (1862—1864).

## Биография
Родился 4 июля 1795 года в селе Нижний Белоомут, недалеко от города Зарайска. Его родители — Григорий Аполлонович Хомутов (1754—1836, генерал-лейтенант, сенатор) и Екатерина Михайловна урождённая Похвиснева (1763—1824).
Воспитывался в Пажеском корпусе и 27 августа 1812 г. выпущен корнетом в лейб-гвардии Гусарский полк, в рядах которого участвовал во многих главнейших сражениях Отечественной войны 1812 г.: при Малоярославце, Вязьме, Дорогобуже, Красном (3 июня 1813 г. награждён за отличие золотой саблей с надписью «За храбрость»).
В заграничных походах 1813-1814 годов находился в сражениях при Лютцене (15 сентября 1813 г. за отличие произведён в поручики и удостоен ордена Святой Анны 4-й степени), Бауцене, Пирне, Кульме (15 сентября 1813 г. за отличие получил орден Святого Владимира 4-й степени с бантом), Лейпциге, Монмирале.
По окончании Наполеоновских войн Хомутов последовательно получал чины штабс-ротмистра (6 августа 1816 г.), ротмистра (2 апреля 1819 г.), полковника (20 февраля 1823 г.). 19 марта 1826 г. назначен командиром Санкт-Петербургского уланского полка, с которым находился в русско-турецкой войне 1828-1829 гг. Участвовал в осаде и взятии Силистрии (20 февраля 1829 г. за отличие получил орден Святого Владимира 3-й степени), блокаде Шумлы (22 сентября за отличие был удостоен ордена Святой Анны 2-й степени с императорской короной), сражениях при Кулевче и Сливно, занятии Адрианополя. За отличия в сражениях этой кампании он в числе прочих наград был пожалован 22 сентября 1829 г. в генерал-майоры, а за человеколюбие, выказанное по отношению к бедным румелийским семействам при переселении их в Россию, удостоен Высочайшего благоволения.
С 1829 г. по 1838 г. Хомутов последовательно состоял при начальнике 5-й уланской дивизии, командиром 1-й бригады 4-й уланской дивизии, 6-й уланской дивизии и, наконец, командиром одновременно лейб-гвардии Гусарского Его Величества полка (с 23 сентября 1833 г.) и 2-й бригады 1-й гвардейской легкой кавалерийской дивизии (с 27 октября). 6 декабря 1833 г. получил орден Святого Станислава 1-й степени, 1 декабря 1835 г. — орден Святого Георгия 4-й степени за выслугу 25 лет в офицерских чинах и 6 декабря того же года — орден Святой Анны 1-й степени (императорская корона к этому ордену была пожалована 6 декабря 1837 г.).

### Хомутов на Дону
В 1839 г. Хомутов был назначен начальником штаба Войска Донского, 6 декабря 1840 г. произведён в генерал-лейтенанты. Неутомимо трудясь в течение восьми лет на пользу вверенного его управлению войска и награждённый орденами Святого Владимира 2-й степени (17 марта 1845 г., «за труды по должности начальника штаба и в различных комиссиях и комитетах») и Белого Орла (1 мая 1848 г., «за формирование донских казачьих полков, назначенных на западную границу»). Хомутов, как видно из Высочайшего рескрипта данного на его имя 3 июля 1848 г., был назначен исправляющим должность наказного атамана Войска Донского, а через несколько месяцев утверждён в этой должности, причём оказался первым атаманом не донского происхождения.
Награждённый 6 декабря 1850 г. орденом Святого Александра Невского (бриллиантовые знаки к этому ордену были вручены 26 августа 1856 г.) и произведённый 26 ноября 1852 г. в генералы от кавалерии, а 6 декабря 1854 г. пожалованный в генерал-адъютанты, Хомутов оставался в занимаемой им должности до 1862 г., когда последовало его назначение членом Государственного совета, с увольнением от должности наказного атамана.
В продолжение 23 лет, проведённых на Дону, Хомутов был также награждён орденами Святого Владимира 1-й степени с мечами (8 сентября 1859 г.) и Святого Андрея Первозванного (при назначении в Государственный совет 27 августа 1862 г.) и сделал очень много для экономической и особенно для интеллектуальной жизни этой области: он исходатайствовал сравнение донских офицеров в содержании с офицерами легкой регулярной кавалерии; значительно расширил курс преподавания в Новочеркасской гимназии, уравнял её в правах с губернскими гимназиями и учредил при ней особое отделение восточных языков; основал большое число мужских и женских станичных училищ, в окружной станице Усть-Медведицкой — гимназию, а в Новочеркасске — институт благородных девиц и областную женскую гимназию.
Хомутов также улучшил пути сообщения в области Войска Донского, соорудил каменную Аксайско-Ольгинскую дамбу длиной в 8 верст, построил железную дорогу от Грушевских каменноугольных копей до Аксайской пристани на Дону, соорудил несколько церквей и много содействовал благоустройству Новочеркасска, где по его почину были построены дворец и несколько значимых общественных зданий, разведён большой городской сад и устроен водопровод; при этом все почти сооружения произведены были на войсковой капитал, накопившийся за годы управления Хомутова.
Умер в Санкт-Петербурге 7 июля 1864 г., похоронен в Фёдоровской церкви Александро-Невской лавры.

## Награды
- Золотая сабля с надписью «За храбрость» (03.06.1813)
- Орден Святой Анны 4-й степени (15.09.1813)
- Орден Святого Владимира 4-й степени с бантом (15.09.1813)
- Орден Святого Владимира 3-й степени (20.02.1829)
- Орден Святой Анны 2-й степени с императорской короной (22.09.1829)
- Орден Святого Георгия 4-й степени (01.12.1835)
- Орден Святого Станислава 1-й степени (06.12.1833)
- Орден Святой Анны 1-й степени (06.12.1835)
- Императорская корона к ордену Святой Анны 1-й степени (06.12.1837)
- Орден Святого Владимира 2-й степени (17.03.1845)
- Орден Белого Орла (01.05.1848)
- Орден Святого Александра Невского (06.12.1850)
- Бриллиантовые знаки к ордену Святого Александра Невского (26.08.1856)
- Орден Святого Владимира 1-й степени с мечами (08.09.1859)
- Орден Святого Андрея Первозванного (24.04.1862).